# Multilinguisme au Luxembourg
Le français et l'allemand sont historiquement langues administratives au Luxembourg,. S'y est ajoutée, en 1984, la langue locale qu'est le luxembourgeois, devenue la seule langue nationale du pays, langue encore peu écrite, qui cherche à se normaliser et que le Luxembourg n'a pas cherché à imposer au niveau européen. Le multilinguisme au Luxembourg est un fait avec une population du Grand-Duché qui a une pratique quotidienne des trois langues. Même si le français est entre-temps devenu la lingua franca du pays, la langue d’intégration reste toujours le luxembourgeois,.
Ce particularisme est dû à la petite taille et à l'histoire du Grand-Duché situé au croisement des aires francophone et germanophone.  Les nombreux échanges entre le Luxembourg et ses voisins, l'émigration vers ces pays pour trouver du travail au XIXe siècle puis après les années 1970, le phénomène inverse ont fait que les deux puissantes langues voisines sont devenues couramment parlées dans le pays.  Mais, à l'inverse de ses dérivés en France et en Belgique, la pratique du luxembourgeois s'est maintenue dans la population en partie comme ciment de l'identité nationale («eis Sprooch», « notre langue »)
Au contraire de pays multilingues comme la Suisse, le Canada ou la Belgique où la distribution des langues est géographique, au Luxembourg elle est fonctionnelle ce qui signifie que l'usage d'une langue dépend de la situation.

## Les langues du Luxembourg
La loi du 24 février 1984 sur l'usage des langues au Luxembourg (loi écrite en français) indique :
- Article 1 : La langue nationale des Luxembourgeois est le luxembourgeois.
- Article 2 : Les lois sont en français.
- Article 3 : La langue du gouvernement : le luxembourgeois, l'allemand et le français peuvent être utilisés.
- Article 4 : Questions administratives : Si un citoyen pose une question en luxembourgeois, en allemand ou en français, l'administration doit lui répondre, autant que possible, dans la langue dans laquelle la question a été posée.

## Population étrangère et frontaliers
Sur les 549 680 habitants que compte le Luxembourg en 2014, seulement 54,7 % sont de nationalité luxembourgeoise, soit 300 766 personnes, et 45,3 % de nationalité étrangère, soit 248 914 personnes. Le multilinguisme est également renforcé par la présence, au 3e trimestre 2014, de 165 341 travailleurs frontaliers francophones ou germanophones qui viennent chaque jour au Luxembourg dont 124 317 francophones (75,2 %) et 41 025 germanophones (24,8 %) (82 991 Français (50,2 %), 41 326 Belges (25,0 %) et 41 025 Allemands (24,8 %)) ; ces frontaliers représentaient 42 % des travailleurs du pays au 30 novembre 2014. Aux trois langues administratives, il faudrait rajouter aussi l'usage du portugais et de l'anglais : 16,08 % de la population totale est portugaise, créant une forte communauté où le portugais reste la langue d'usage même si la deuxième génération parle le luxembourgeois (appris à l'école et au contact des autres enfants), tandis que le très fort développement du secteur bancaire (la place financière luxembourgeoise est devenue la 2e d'Europe avec plus de 150 banques présentes sur ce territoire et la 2e mondiale pour les fonds d'investissements) et l'arrivée de cadres de toute l'Europe font que l'usage de l'anglais comme langue de travail est devenu fréquent.

## Dans la pratique
| Langue principale | Pourcentage |
| ----------------- | ----------- |
| Luxembourgeois    | 55,8 %      |
| Portugais         | 15,7 %      |
| Français          | 12,1 %      |
| Allemand          | 3,1 %       |
| Italien           | 2,9 %       |
| Anglais           | 2,1 %       |
| Autres            | 8,4 %       |

En 2012, 52 à 56 % des résidents au Luxembourg ont pour langue maternelle le luxembourgeois, 16 à 19 % le portugais, 12 à 16 % le français et 2 % l'allemand. Il faut cependant préciser que 96 % des résidents (luxembourgeois et étrangers) savent parler le français, ce qui en fait la première langue du pays.  
Selon le recensement de 2011, 55,8 % des habitants du pays ont indiqué le luxembourgeois comme langue principale (mais seulement 35,2 % dans la capitale, soit le plus faible taux du pays), suivi du portugais (15,7 %), du français (12,1 %), de l'allemand (3,1 %), de l'italien (2,9 %) et de l'anglais (2,1 %).
Selon le Réseau Eurydice dans son rapport Chiffres clés de l’enseignement des langues à l’école en Europe – 2012 : « Au Luxembourg en 2009, 88,9 % des élèves âgés de 15 ans indiquaient qu’ils parlaient à la maison une autre langue que la langue d’enseignement. Ce chiffre élevé est principalement dû au fait que 62,2 % des élèves âgés de 15 ans au Luxembourg indiquaient qu’à la maison, ils parlaient luxembourgeois – une langue germanique – qui est l’une des trois langues officielles du Luxembourg. Presque tous ces élèves (96,0 %) mentionnaient l’allemand comme leur langue d’enseignement. En outre, 14,7 % des élèves âgés de 15 ans au Luxembourg parlaient à la maison le portugais, une langue très différente des deux langues d’enseignement (le français et l’allemand) ».
Selon l'étude PISA, en 2009, en moyenne, le Luxembourg comptait la plus vaste proportion d’élèves de 15 ans immigrants, à savoir 40,16 % (contre une moyenne de 9,33 % en UE-27). Un élève de 15 ans sur quatre (24,9 %) était classé comme immigrant ne parlant pas la langue d’enseignement à la maison, ceux-ci étant nés au Portugal, dans l’une des anciennes républiques yougoslaves ou en Italie.
Au Luxembourg, trois langues sont obligatoires au cours de l’enseignement obligatoire, c’est-à-dire que tous les élèves doivent étudier les langues en question : l’allemand dès l'âge de 6 ans, le français dès 7 ans et l’anglais dès 14 ans, et ce jusqu'à 19 ans pour les trois langues,.
En 2010/2011, l'âge à partir duquel la première langue étrangère (l'allemand) devient une matière obligatoire pour tous les élèves est de 6 ans et est obligatoire jusqu'à l'âge de 19 ans ; il est de 7 ans pour la deuxième langue étrangère (le français) (l'âge le plus précoce des 27 pays de l'Union européenne) et est également obligatoire jusqu'à l'âge de 19 ans. Le Luxembourg (avec l’Islande) est le seul pays où tous les élèves suivant un enseignement général doivent étudier trois langues (ici l'anglais), la durée de cet apprentissage de l'anglais étant de cinq ans (entre 14 et 19 ans). Enfin, une quatrième langue étrangère supplémentaire obligatoire est enseignée aux élèves ayant choisi certaines filières d'enseignement à partir de l'âge de 15 ans et également jusqu'à l'âge de 19 ans (Le Luxembourg étant le seul des 27 pays de l'Union européenne pouvant avoir jusqu'à quatre langues étrangères obligatoires avec le Liechtenstein et l’Islande).
Le Luxembourg est, avec Malte et la Communauté germanophone de Belgique, le seul pays ou région dans lequel l’enseignement d’une matière intégré à une langue étrangère (EMILE) est proposé dans toutes les écoles du système éducatif dans son ensemble ; deux des trois langues d’État (l’allemand et le français) étant utilisées comme langues d’enseignement en plus du luxembourgeois – l’allemand dans l’enseignement primaire et dans l’enseignement secondaire inférieur et le français dans l’enseignement secondaire inférieur et supérieur.
Le Luxembourg se caractérise par le pourcentage le plus élevé des 27 pays de l'Union européenne d'élèves du primaire qui apprennent deux langues étrangères ou plus avec une moyenne de 83,6 % en 2009/2010 (en légère progression continue : 82,9 % en 2004/2005 et 83,0 % en 2006/2007) : à 7 ans ils sont 100 % à apprendre l'allemand et 92,4 % le français, à 8 ans 100 % l'allemand et 99,6 % le français, à 9 ans ils sont 100 % pour les deux langues, de même qu'à 10 ans,.

Les Luxembourgeois ne sont que 2 % à n'avoir jamais appris de langue étrangère.
Selon les Luxembourgeois, en 2012, à l’exception de leur langue maternelle, les deux autres langues qu’il est le plus utile de connaître pour leur développement personnel, citent à 72 % le français, à 47 % l'allemand et à 40 % l'anglais (pour cette dernière c'est la proportion la plus faible parmi les États de l'UE-27 à l’exception de l’Irlande (6 %) et du Royaume-Uni (19 %) où il s’agit de la langue officielle).
Selon les Luxembourgeois, en 2012, à l’exception de leur langue maternelle, les deux autres langues qu’ils considèrent comme les plus importantes à apprendre pour l’avenir de leurs enfants, citent à 71 % l'anglais, à 63 % le français, à 27 % l'allemand, à 9 % le chinois et à 5 % l'espagnol.
En dehors de leurs langues maternelles, les principales langues suffisamment bien parlées par les Luxembourgeois pour participer à une conversation sont le français (80 %, contre 90 % en 2005), suivi de l’allemand (69 %, contre 88 % en 2005) puis de l'anglais (56 %) ; Des 27 États membres de l'Union européenne en 2012, le Luxembourg est le seul à n'avoir l’anglais qu'en troisième position des langues étrangères les plus fréquemment parlées.
Les Luxembourgeois sont 73 % à utiliser régulièrement les langues étrangères pour regarder des films, la télévision ou écouter la radio et 51 % sur Internet.
Pour ce qui est des langues autres que leurs propres langues maternelles, celles qui sont suffisamment bien comprises pour suivre les nouvelles à la radio ou à la télévision, les Luxembourgeois citent le français à 55 %, suivi de l'allemand à 53 %, de l'anglais à 39 % et de l'espagnol à 11 %.
Pour ce qui est des langues autres que leurs propres langues maternelles, celles qui sont suffisamment bien comprises pour être capable de lire un article de journal ou de magazine dans une langue étrangère citent à 54 % le français, à 52 % l'allemand, à 35 % l'anglais et à 10 % l'espagnol.
Pour ce qui est des langues autres que leurs propres langues maternelles, celles qui sont suffisamment bien comprises pour être capable de communiquer en ligne dans une langue étrangère citent à 41 % le français, à 37 % l'allemand, à 33 % l'anglais et à 5 % l'espagnol.
Les principales langues parlées habituellement au travail, à l’école et/ou à la maison en 2011 sont le luxembourgeois (70,5 %, et jusqu'à  94,8 % dans la commune de Consthum dans le nord du pays), le français (55,7 %, et jusqu'à 65,3 % dans la commune de Luxembourg, la capitale du pays), l'allemand (30,6 %, et jusqu'à 43,2 % dans la commune de Grevenmacher près de la frontière allemande), l'anglais (21,0 %, et jusqu'à 37,8 % dans la commune de Niederanven, près de la capitale), le portugais (20,0 %, et jusqu'à 53,0 % dans la commune de Larochette) et l'italien (6,2 %, et jusqu'à 10,74 % dans la commune de Bertrange), avec en moyenne 2,2 langues utilisées (avec un pic à 2,6 langues pour les 15-19 ans), bien que 39,8 % ne parlent qu'une seule langue. Les Luxembourgeois parlent souvent, en plus de leur langue nationale (96,4 %), le français (46,6 %) et l'allemand (35,1 %) ; l’anglais est distancé (avec 17,6 %), de même que le portugais (5,7 %) et l'italien (3,8 %).

### Groupes linguistiques
Les compétences linguistiques auto-attribuées des citoyens luxembourgeois (à ne pas confondre avec les personnes de nationalité luxembourgeoise) ont permis de mettre en évidence cinq groupes linguistiques  :
- Groupe 1 : Trilinguisme luxembourgeois (54 %) : Luxembourgeois n’éprouvant aucune difficulté à comprendre, écrire, lire et parler les trois langues officielles du pays.
- Groupe 2 : Trilinguisme luxembourgeois avec quelques difficultés en français (15 %) : aucune difficulté en allemand, presque aucune difficulté en luxembourgeois, à l’exception du luxembourgeois écrit, mais éprouvent quelques difficultés en français.
- Groupe 3 : Monolinguisme français avec des compétences en luxembourgeois et allemand (14 %) : n'éprouvent aucune difficulté avec les compétences linguistiques en français. En revanche, on constate beaucoup de difficultés en luxembourgeois écrit, mais aussi des compétences en allemand et en luxembourgeois qui se répartissent entre « beaucoup » et « quelques difficultés ».
- Groupe 4 : Monolinguisme exclusivement français (9 %) : N’éprouvent aucune difficulté à comprendre, lire, écrire et parler le français et ne s’attribuent des compétences que dans les seules activités langagières françaises. Elles estiment ne pas avoir du tout de compétences en allemand et pratiquement pas de compétences en luxembourgeois.
- Groupe 5 : Absence du trilinguisme luxembourgeois (8 %) : les compétences linguistiques typiques luxembourgeoises ne sont guère maîtrisées. Les personnes disent ne pas avoir de notions en allemand, ni en luxembourgeois et éprouvent des difficultés, voire beaucoup de difficultés, dans les activités langagières françaises.

### Dans la vie quotidienne
La pratique varie selon les familles et les situations, même si le luxembourgeois domine dans les conversations entre natifs du pays. Compte tenu de l'importance de la population immigrée, le pays est un creuset linguistique. Les habitants du Luxembourg parlent généralement plusieurs langues chaque jour, en fonction du contexte. Pour parler avec un collègue étranger, la langue de celui-ci, le français ou l'allemand sera utilisée, puisque rares sont les étrangers vivant ou travaillant dans le Grand-Duché qui maîtrisent le luxembourgeois. Mais si leur interlocuteur comprend le luxembourgeois, cette langue sera utilisée.

### À l'école
À l'école primaire, les cours sont en allemand et les explications sont souvent données en luxembourgeois. Dans le secondaire, cela dépend à quel niveau se trouve l'élève. L'enseignement classique est dispensé (aux classes inférieures) en allemand, alors que les niveaux supérieurs utilisent le français. Au niveau technique, c'est-à-dire la 9e, toutes les matières sont en allemand sauf les mathématiques. De la 10e à la 13e, les cours sont principalement en français mais les explications restent souvent en luxembourgeois. Dans le niveau le plus bas toutes les matières sont en allemand, sauf les mathématiques.

### Au travail
Les langues les plus utilisées au travail sont le français (75 %), le luxembourgeois (64 %), l'allemand (13 %) et le portugais (9 %).
En outre, le très fort développement du secteur bancaire (la place financière luxembourgeoise est devenue la 2e d'Europe avec plus de 150 banques présentes sur ce territoire et la 2e mondiale pour les fonds d'investissements) et l'arrivée de cadres de toute l'Europe font que l'usage de l'anglais comme langue de travail est devenu fréquent.
Le français est la langue la plus demandée dans les offres d’emploi à Luxembourg, suivi de l'allemand, du luxembourgeois, puis de l'anglais. Le français domine dans tous les secteurs excepté la finance où l'anglais est un peu plus demandé,.

### Dans la presse et les médias
La presse nationale est majoritairement en allemand, il y a quelques journaux et magazines en français. Il existe un quotidien exclusivement en français (Le Quotidien), un hebdomadaire exclusivement francophone (Le Jeudi) et aussi un hebdomadaire lusophone (Contacto).
Pour ce qui est des usages chez les jeunes de moins de 25 ans en 2009, la lecture des presses en français et en allemand sont à égalité à 80 %, suivi de la presse en luxembourgeois à 45 % et de la presse en anglais à 25 %.
La production littéraire, les librairies et bibliothèques, le théâtre et le cinéma, présentent également diverses situations linguistiques.

### Livres et bandes dessinées
En 2009, les langues de lecture les plus communes chez les jeunes de moins de 25 ans sont l’allemand (81 %) et le français (78 %), suivies de l’anglais (50 %). S'ils sont quasiment aussi nombreux à déclarer lire souvent des livres en allemand et en français (42 % vs 37 %), ils sont en revanche bien plus nombreux à déclarer lire uniquement en allemand plutôt qu’uniquement en français (30 % vs 18 %). Quant à ceux qui lisent des livres en anglais, la plupart le font souvent (19 %) alors que seuls 4 % le font de manière exclusive.
| Langue         | Lues | Souvent | Exclusivement |
| -------------- | ---- | ------- | ------------- |
| Allemand       | 81 % | 42 %    | 30 %          |
| Français       | 78 % | 37 %    | 18 %          |
| Anglais        | 50 % | 19 %    | 4 %           |
| Luxembourgeois | 18 % |         |               |
| Portugais      | 11 % |         |               |
| Italien        | 5 %  |         |               |
| Autres         | 6 %  |         |               |

### Télévision
Les chaînes luxembourgeoises de télévision sont presque uniquement en luxembourgeois mais les chaînes hertziennes de télévision françaises, allemandes et belges sont captées au Luxembourg et sont regardées et écoutées,.
Chez les jeunes de moins de 25 ans, les chaînes allemandes captent 80 % du public, les chaînes françaises 50 % seulement et les chaînes luxembourgeoises 35 % ; les chaînes anglo-américaines captent quant à elles 14 % du public et les chaînes portugaises 10 %.
Lorsque l’on distingue premier et second choix télévisuels, l’engouement des jeunes pour la télévision allemande apparaît clairement : ils sont 67 % à la regarder contre seulement 20 % qui visionnent en premier lieu des chaînes françaises. Ces dernières, avec les chaînes luxembourgeoises, sont plus souvent retenues en second choix et regardées chacune par un tiers des jeunes.

### Radio
Les chaînes luxembourgeoises de radio sont presque uniquement en luxembourgeois mais les chaînes hertziennes de radio françaises, allemandes et belges sont captées au Luxembourg et sont écoutées,.

### Signalisation routière
Les panneaux de circulation sont en français et en luxembourgeois.

### À la Chambre des députés
La langue courante est le luxembourgeois mais avec quelquefois l'usage du français, par exemple quand les lois sont citées.

## Disparition progressive du luxembourgeois?
Début 2012, une enquête révèle pour la première fois qu'une majorité des enfants (56 %) ne parlent pas luxembourgeois chez eux ; ils n'étaient que 42 % en 2005. Cependant, selon le conseil permanent de la langue luxembourgeoise, cette diminution doit être nuancée : si en 2017 seulement le tiers des enfants de quatre ans scolarisés ont le luxembourgeois pour langue principale, de plus en plus d'enfants sont multilingues et parlent plusieurs langues chez eux. Par ailleurs, un nombre croissant de frontaliers s'inscrit pour apprendre la langue, au point que la demande a du mal à être satisfaite.